# Regione di Piura
Piura è una regione del Perù di 1 630 772 abitanti, che ha come capoluogo Piura.

## Geografia antropica

### Suddivisioni amministrative
La regione è suddivisa in 8 province che sono composte di 64 distretti. Le province, con i relativi capoluoghi tra parentesi, sono:
- provincia di Ayabaca (Ayabaca)
- provincia di Huancabamba (Huancabamba)
- provincia di Morropón (Chulucanas)
- provincia di Paita (Paita)
- provincia di Piura (Piura)
- provincia di Sechura (Sechura)
- provincia di Sullana (Sullana)
- provincia di Talara (Talara)